# Orthaea secundiflora
Orthaea secundiflora är en ljungväxtart som först beskrevs av Poeppig och Endlicher, och fick sitt nu gällande namn av Johann Friedrich Klotzsch. Orthaea secundiflora ingår i släktet Orthaea och familjen ljungväxter. Inga underarter finns listade i Catalogue of Life.